# Mont Aiguillette
Ne doit pas être confondu avec pic d'Asti.
Le mont Aiguilette ou Asti est un sommet du massif d'Escreins à cheval sur les Hautes-Alpes et le Piémont.